# Myochroidea rufofusca
Myochroidea rufofusca är en lavart som först beskrevs av Martino Anzi, och fick sitt nu gällande namn av Printzen, T.Sprib. och Tor Tønsberg. Myochroidea rufofusca ingår i släktet Myochroidea, ordningen Lecanorales, klassen Lecanoromycetes, divisionen sporsäcksvampar och riket svampar. Arten är reproducerande i Sverige.